# Pyrilia aurantiocephala
A Pyrilia aurantiocephala a madarak osztályának papagájalakúak (Psittaciformes) rendjébe, a papagájfélék (Psittacidae) családjába és az újvilágipapagáj-formák (Arinae) alcsaládjába tartozó faj. Egyes szervezetek a valódi papagájformák (Psittacinae) alcsaládjába sorolják.

## Rendszerezése
A fajt Gaban-Lima, Raposo és Hofling írták le 2002-ben, a Pionopsitta nembe Pionopsitta aurantiocephala néven. Egyes szervezetek jelenleg is ide sorolják. Szerepelt a Gypopsitta nembe Gypopsitta aurantiocephala néven is.

## Előfordulása
Dél-Amerikában, az Amazonas-medencében, Brazília területén honos. Természetes élőhelyei a szubtrópusi vagy trópusi síkvidéki esőerdők és mocsári erdők. Állandó, nem vonuló faj.

## Megjelenése
Átlagos testhossza 23 centiméter. Feje keselyűszerű, nincs rajta tollazat.

## Természetvédelmi helyzete
Az elterjedési területe még nagy, de csökken, egyedszáma 6700 példány körüli és szintén csökken. A Természetvédelmi Világszövetség Vörös listáján mérsékelten fenyegetett fajként szerepel.